# London Chamber of Commerce & Industry
Die London Chamber of Commerce & Industry, kurz LCCI, ist die Industrie- und Handelskammer zu London. Sie wurde am 25. Juli 1881 im Mansion House in der City of London von 130 Mitgliedern gegründet.

## Namensänderungen
- 1911 bis 1926: Council of Commerce
- 1926 bis 1955: Federation of Chambers of Commerce of the British Empire
- 1955 bis 1961: Federation of Commonwealth and British Empire Chambers of Commerce
- 1961 bis 1963: Federation of Commonwealth and Empire Chambers of Commerce
- 1963 bis 1975: Federation of Commonwealth Chambers of Commerce[1]